# Volontarisme (courant politique)
Pour les articles homonymes, voir volontarisme.

Symbole proposé en 2007 sur le site V for Voluntary, reprenant les couleurs du drapeau anarcho-capitaliste, et utilisé par des volontaristes.

Drapeau du volontarisme.

Le volontarisme (en anglais : voluntaryism ou parfois voluntarism) désigne la philosophie défendue à l’origine par Auberon Herbert au XIXe siècle, puis par les auteurs et partisans de la revue The Voluntaryist. Cette philosophie prône un État financé sur une base exclusivement volontaire (c’est-à-dire « The Voluntary State »), sans recours à la coercition ni à la force pour lever l’impôt,.
Dans la pratique, le volontarisme implique généralement un respect strict du pacifisme, des droits civiques et le recours à l’arbitrage ou à tout autre système juridique de résolution des conflits librement accepté par les individus. 
Le terme voluntaryism a été forgé dans ce sens précis par Auberon Herbert au XIXe siècle et a retrouvé une certaine popularité à partir de la fin du XXe siècle, notamment au sein du courant libertarien aux États-Unis. Les principes fondamentaux du volontarisme reposent sur l’idée de droits naturels, d’égalité, de non-coercition et de principe de non-agression.
Bien qu’il soit parfois associé à l’anarcho-capitalisme au XXe siècle, Herbert rejetait l’anarchie et défendait l’existence d’un État pouvant faire respecter la loi.
Il souligne le fondement coercitif de l'impôt ainsi que du monopole de l'État sur la force, la police et l'établissement des lois. On trouve les fondements de la pensée volontariste dans des œuvres telles que le Discours de la servitude volontaire d'Étienne de La Boétie. Arthur Schopenhauer, William Godwin, Lysander Spooner, Henry David Thoreau et Errico Malatesta ont également contribué au développement de la pensée volontariste.
Bien que l’utilisation du terme « volontariste » se soit raréfiée après la mort d’Auberon Herbert en 1906, elle a été ravivée en 1982 lorsque George H. Smith, Wendy McElroy et Carl Watner ont lancé la revue The Voluntaryist. Smith a alors suggéré d’employer ce terme pour désigner les libertariens estimant que l’action politique et les partis politiques (en particulier le Parti libertarien) allaient à l’encontre de leurs idées. 
Dans leur « Statement of Purpose », publié dans l’ouvrage Neither Bullets nor Ballots: Essays on Voluntaryism (1983), Watner, Smith et McElroy expliquent que les volontaristes prônent des stratégies non politiques afin d’établir une société libre, et s’approprient ainsi ce terme au nom du libertarianisme de droite. Ils rejettent la politique électorale « en théorie et en pratique, comme incompatible avec les objectifs libertariens » et avancent que les méthodes politiques renforcent inévitablement la légitimité de gouvernements coercitifs. Pour conclure leur « Statement of Purpose », ils écrivent : « Les volontaristes cherchent plutôt à délégitimer l’État par l’éducation, et nous préconisons le retrait de la coopération et du consentement tacite sur lesquels repose, en fin de compte, la puissance de l’État. ».